# Polyscytalum ciliatum
Polyscytalum ciliatum är en svampart som beskrevs av J.A. Cooper 2005. Polyscytalum ciliatum ingår i släktet Polyscytalum, divisionen sporsäcksvampar och riket svampar.   Inga underarter finns listade i Catalogue of Life.